# 10,5 cm FlaK 38/39

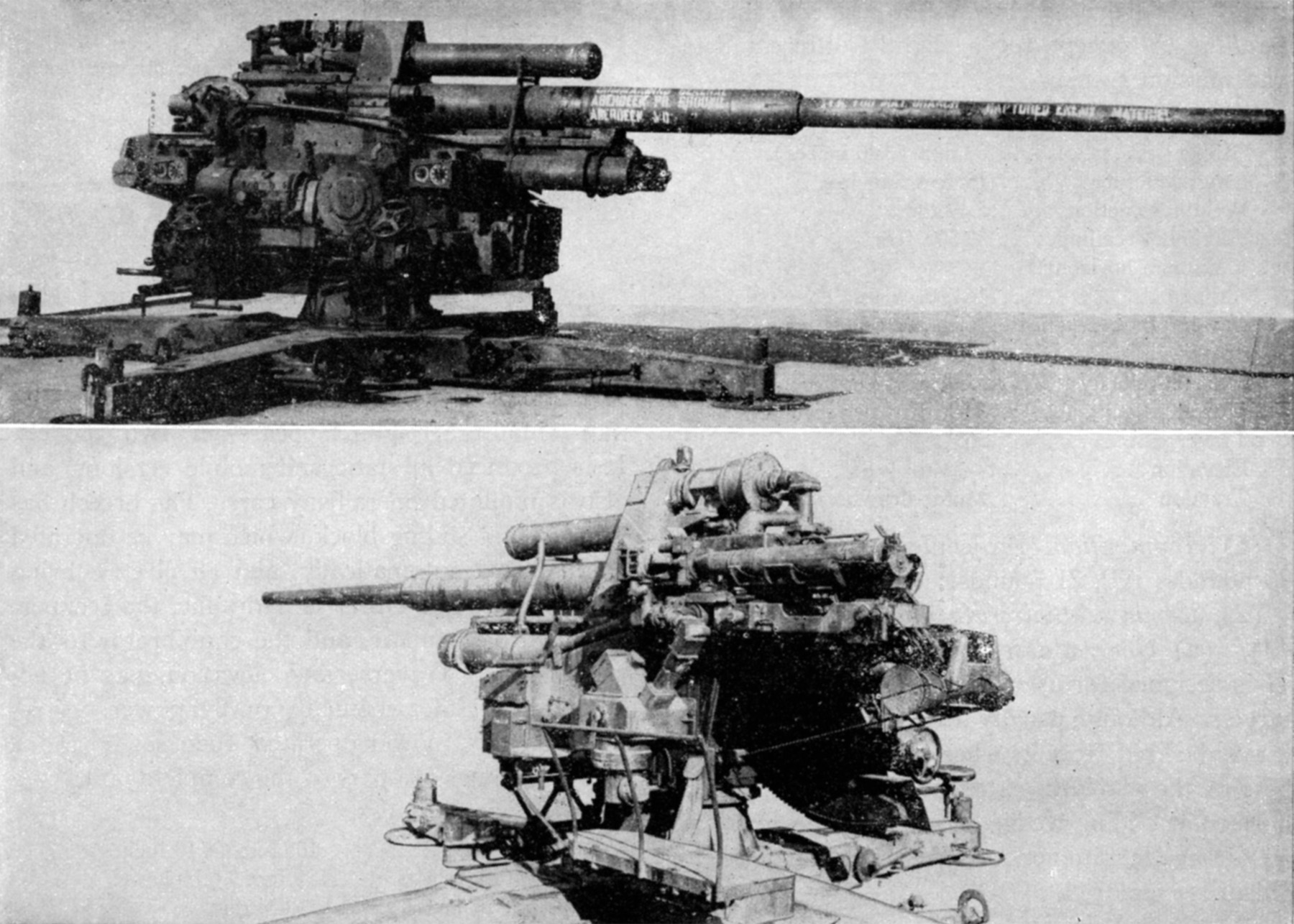
10,5 cm FlaK 38

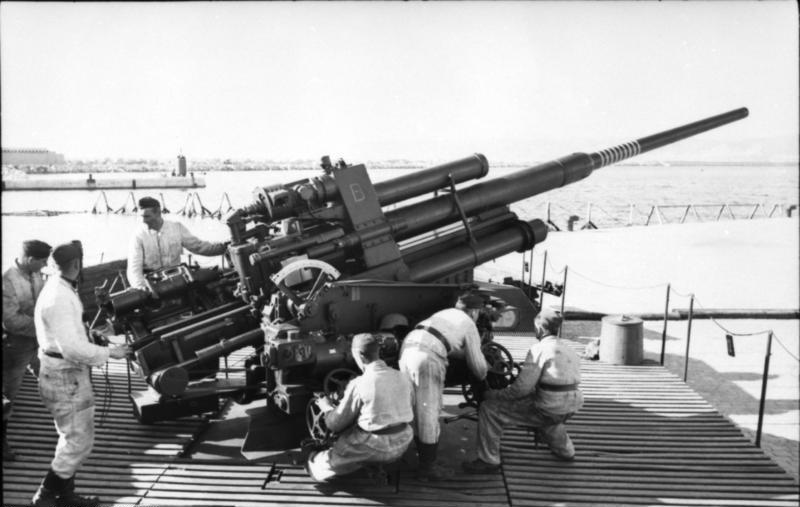
Зенитное орудие 10,5 cm FlaK 38/39 в составе батареи береговой артиллерии, 1942 год.

10.5 cm FlaK 38 (сокр. от нем. 10.5 Flugabwehrkanone 38 — 10,5-см зенитная пушка образца 1938 года, в Кригсмарине имела обозначение 10,5 cm SK C/33) — немецкая 105‑мм зенитная пушка времён Второй мировой войны.

## Описание
Изначально разрабатывалась как зенитное корабельное орудие. В конце 1937 года принят на вооружение её сухопутный вариант. Использовалась для защиты городов, предприятий и баз от налётов авиации противника, в ПВО сухопутных войск фактически не применялась из-за довольно большой массы в походном положении — 14 600 кг.
Пушка монтировалась на железнодорожные платформы, стационарные позиции и на обычные лафеты. Лафет имел крестообразное расположение станин — это позволяло вести круговой обстрел с углом возвышения до 85°. Для наведения пушки на цель применялись электродвигатели постоянного тока. На пушке был установлен полуавтоматический клиновой затвор с электрическим спуском, что позволяло производить 12—15 выстрелов в минуту.
В 1940 году в войска начали поступать пушки Flak 39, отличающиеся от Flak 38 конструкцией лафета и тем, что на них были установлены двигатели переменного тока, а не постоянного. Бронепробиваемость пушки на расстоянии 100 метров составляла 190 мм, а на 1500 метров — 138 мм. Начальная скорость осколочного снаряда массой 15,1 кг составляла 880 м/с, бронебойного массой 15,6 кг — 860 м/с.